# Дефростація
Дефростація (від де… і англ. frost — мороз) — процес розморожування (відтавання) продуктів харчування перед вживанням в їжу або виробленням з них нових виробів. Зазвичай заморожені продукти зберігаються при температурах: заморожені продукти — 18°С, продукти глибокої заморозки — 26… -36°С.
Способи і режими дефростації залежать від виду продукту і його використання. Наприклад, заморожене м'ясо розморожують в камерах з високою відносною вологістю повітря, а рибу розморожують в ваннах з водою або розсолом при температурі 15… 20°С або в установках з безперервною циркуляцією рідини. Розроблено спосіб розморожування нагріванням продуктів струмами високої частоти.
Машини, які забезпечують розморозку, називаються дефростерами.